# 佐用警察署

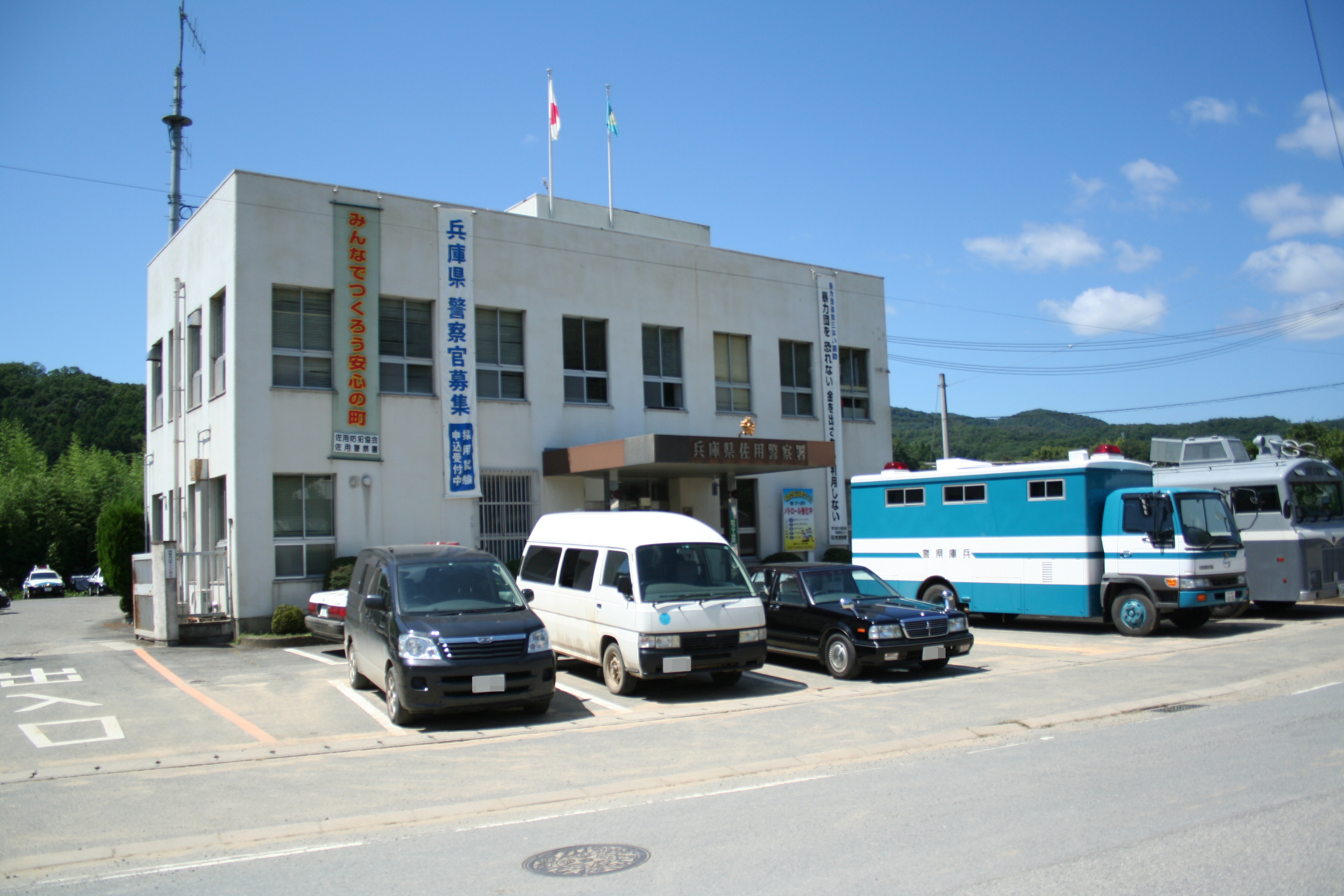
旧庁舎

佐用警察署（さようけいさつしょ）は兵庫県警察が管轄した警察署の一つで、西播方面に属した。署長の階級は警視。2021年3月22日にたつの警察署と統合された。

## 所在地
- 兵庫県佐用郡佐用町佐用3133番地

## 管轄区域
- 佐用町

## 沿革
- 2021年（令和3年）3月22日 - たつの警察署と統合し廃止。庁舎は兵庫県警察佐用警察センターとなる。

## 交番
全て、佐用町内に所在している。
- 佐用交番（佐用）

## 駐在所
全て、佐用町内に所在している。
- 横坂駐在所（横坂）
- 平福駐在所（平福）
- 上石井駐在所（上石井）
- 福吉駐在所（福吉）
- 上月駐在所（上月）
- 久崎駐在所（久崎）
- 中島駐在所（中島）
- 下徳久駐在所（下徳久）
- 中三河駐在所（中三河）
- 末広駐在所（末広弦谷）
- 三日月西駐在所（三日月）
- 三日月東駐在所（三日月）